# Eggingen (Badenia-Wirtembergia)
Eggingen – miejscowość i gmina w Niemczech, w kraju związkowym Badenia-Wirtembergia, w rejencji Fryburg, w regionie Hochrhein-Bodensee, w powiecie Waldshut, wchodzi w skład wspólnoty administracyjnej Wutöschingen. Leży przy granicy ze Szwajcarią, pomiędzy Stühlingen a Waldshut-Tiengen, nad rzeką Wutach.